# Siegfried xứ Luxembourg
Siegfried xứ Luxembourg (tiếng Luxembourg: Siegfried vu Lëtzebuerg, tiếng Pháp: Sigefroid de Luxembourg; khoảng 922 - 28 tháng 10 năm 998) là Bá tước xứ Ardennes, và được biết đến trong lịch sử châu Âu với tư cách là người sáng lập và cai trị đầu tiên của Lâu đài Luxembourg vào năm 963, đồng thời là tổ tiên của các bá tước và công tước trong tương lai của Luxembourg. Ông cũng là người bảo vệ Tu viện của Thánh Maximin ở Trier và Tu viện Thánh Willibrord ở Echternach.
Các hậu duệ dòng dõi nam của ông được gọi là Nhà Luxembourg hay Nhà Ardenne–Luxembourg, và con cháu ông trở thành người cai trị Bá quốc Luxemburg.

### Further reading
- Margue, Michel (1994), Sigefroid (PDF), Nouvelle Biographie Nationale, quyển 3, tr. 295–300